# Johann Friedrich Gmelin
Johann Friedrich Gmelin (født 8. august 1748, død 1. november 1804) var en tysk kemiker, professor i Göttingen, far til Leopold Gmelin.
Han har store fortjenester af kemien såvel i videnskabelig som i teknisk henseende; mange af hans arbejder findes i Göttinger-Societetets Kommentationer; desuden har han udgivet flere lærebøger i kemi og teknisk kemi samt i farmaci. Hans Geschichte der Chemie er et bevis på hans flid og lærdom.